# Hieracium nanidens
Hieracium nanidens es una especie de planta con flor del género Hieracium, de la familia Asteraceae, orden Asterales.

## Distribución
Hieracium nanidens se distribuye por Islandia.

## Taxonomía
Fue descrita científicamente por Oskarsson.